# Banja (distrikt i Bulgarien, Pazardzjik)
Banja (bulgariska: Баня) är ett distrikt i Bulgarien.   Det ligger i kommunen Obsjtina Panagjurisjte och regionen Pazardzjik, i den centrala delen av landet, 70 kilometer öster om huvudstaden Sofia.
I omgivningarna runt Banja växer i huvudsak blandskog. Runt Banja är det ganska tätbefolkat, med 129 invånare per kvadratkilometer.